# حزب الشعب الكندي
حزب الشعب الكندي (بي بي سي) (بالإنجليزية: People's Party of Canada) (بالفرنسية: Parti populaire du Canada، PPC) هو حزب سياسي فيدرالي يميني متطرف في كندا. تم تشكيل الحزب من قِبَل ماكسيم بيرنييه في سبتمبر عام 2018، وذلك بعد فترةٍ وجيزة من استقالته من حزب المحافظين الكندي.
يُعتبر بيرنييه، المرشح السابق لانتخابات قيادة حزب المحافظين الكندي لعام 2017 ووزير مجلس الوزراء، العضو الوحيد في مجلس العموم الكندي منذ تأسيسه في عام 2018 وحتى هزيمته في الانتخابات الفيدرالية الكندية لعام 2019. شكَّل حزب الشعب جمعيات الدوائر الانتخابية (إي دي إيه) في 326 جولة، وقدّم مرشحيه في 315 جولة من إجمالي 338 جولة في كندا في الانتخابات الفيدرالية لعام 2019؛ ومع ذلك، لم يتم انتخاب أي مرشح تحت رايته وخسر بيرنييه محاولته لإعادة انتخابه شخصيًا في الدائرة الانتخابية في بوس. قاد الحزب 312 مرشحًا في الانتخابات الفيدرالية الكندية لعام 2021؛ ولم يتم انتخاب أي منهم لعضوية مجلس العموم، على الرغم من زيادة حصته من التصويت الشعبي إلى ما يقرب من خمسة في المئة.
يدعو الحزب إلى خفض الهجرة إلى كندا إلى حدّ 150,000 سنويًا وإلغاء قانون التعددية الثقافية الكندي والانسحاب من اتفاق باريس للمناخ وإنهاء إدارة التوريد. في الانتخابات الفيدرالية لعام 2021، خاض حزب الشعب أيضًا معارضةً للإغلاقات بسبب جائحة كورونا-19 والقيود وجوازات سفر اللقاح وسياسة التلقيح الإجباري. يوصف حزب الشعب بأنه حزب شعبوي في قالب الأحزاب الأوروبية اليمينية المتطرفة، لكن مع سياسات ليبرالية اقتصادية يمينية أو ليبرالية اقتصادية في السياق الأوروبي، فقد تم تصنيفه أيضًا على أنه شعبوي ليبرالي ومحافِظ ويميني كلاسيكي. يُصنَّف من الأحزاب اليمينية إلى اليمينية المتطرفة من الطيف السياسي اليساري واليميني.

## الخلفية

### التشكيل
تم تشكيل حزب الشعب (بي بي سي) بعد أسابيع قليلة من استقالة ماكسيم بيرنييه، المرشح في انتخابات قيادة حزب المحافظين الكندي لعام 2017 والوزير السابق في مجلس الوزراء من حزب المحافظين الكندي. في خطاب استقالته، صرَّح بيرنييه أنه سيغادر قائلًا: «أدركت... أن هذا الحزب فاسد فكريًا وأخلاقيًا للغاية بحيث لا يمكن إصلاحه». ذكر بيرنييه أيضًا أنه في عهد زعيم المعارضة أندرو شير، الذي تغلّب عليه بيرنييه للمركز الثاني في انتخابات قيادة الحزب لعام 2017، قد تخلَّى حزب المحافظين عن مبادئه بشأن قضايا تشمل الصوابية السياسية ورفاهية الشركات وإصلاح مدفوعات المساواة وإدارة الإمدادات. في صحيفة ناشيونال بوست، ذكر بيرنييه أن دافعه لتشكيل الحزب هو عكس ديناميكية نظرية الخيار العام في النظام السياسي الكندي، ما أدى إلى شراء الأصوات والبغاء من قِبَل الأحزاب السياسية الأخرى. كرّر رأيه بأنه لا يمكن إصلاح حزب المحافظين لإنهاء هذه الممارسة، وأن هناك حاجة إلى تشكيل حزب سياسي جديد.
ألقى سياسيون محافظون بارزون مثل رئيسي الوزراء السابقين ستيفن هاربر ومارتن مولروني اتهاماتهما ضد بيرنييه بمحاولته تقسيم اليمين السياسي. ورد في برنامج باور آند بوليتيكس على شبكة سي بي سي بأنه يريد التركيز على الناخبين الساخطين، وأشار إلى الصعود السياسي للرئيس الفرنسي إيمانويل ماكرون كمثال. أشار بيرنييه لاحقًا إلى اختراق تحالف الشعب في نيو برونزويك في الانتخابات العامة لعام 2018 في نيو برونزويك وفوز التحالف أفينير كيبيك في الانتخابات العامة في كيبيك لعام 2018 كأمثلة على ازدراء الناخبين للأحزاب السياسية التقليدية والتعبير عن الرغبة في التغيير من خلال التصويت للأحزاب الجديدة.
قبل استقالته من حزب المحافظين، بدأ بيرنييه في إعادة الاتصال بالأفراد الذين دعموا محاولته لقيادة حزب المحافظين لعام 2017؛ وهم بدورهم كانوا يعتقدون أنه قد حصل بالفعل على الدعم اللازم لتسجيل حزب في الانتخابات الكندية. ذكرت صحيفة لو دوفوار أن أعضاء سبع جمعيات انتخابية محافِظة قد انشقوا عن الحزب. بعد أيام قليلة من إعلان اسم الحزب، صرَّح زعيم الحزب التحرري الكندي تيم موين، الذي عرض سابقًا قيادة هذا الحزب على بيرنييه، أنه منفتح على فكرة الاندماج مع حزب الشعب. عندما سألته صحيفة جلوبال نيوز عن ذلك، أشار بيرنييه إلى أنه ليس لديه مصلحة في فكرة الاندماج. وعندما سُئل عن التنظيم من قِبَل الحزب، ذكر أنه سيستخدم أدوات لم تكن موجودة في الماضي، مثل استخدام وسائل التواصل الاجتماعي.
خطط بيرنييه لترشح مرشحين في جميع الانتخابات الفيدرالية الكندية البالغ عددها 338 في الانتخابات الفيدرالية الكندية لعام 2019. تم تقديم وثائق تسجيل الحزب رسميًا إلى الانتخابات الكندية في 10 أكتوبر عام 2018. بالإضافة إلى ذلك، ذكر أن جمعيات الدوائر الانتخابية (إي دي إيه) ستكون قائمة بحلول 31 ديسمبر من عام 2018، وأن تلك الدوائر الانتخابية ستبدأ في التركيز على العثور على مرشحيها بدءًا من يناير عام 2019. في 1 نوفمبر عام 2018، كشف الحزب أن لديه أكثر من 30,000 «عضو مؤسس». كشفت وسائل الإعلام في وقت لاحق أن أحد الأعضاء المؤسسين لحزب الشعب كان أمريكيًا قوميًا أبيض سابق، وأن اثنين آخرين كان لهما صلات بجماعات مناهِضة للهجرة. تمت تنحية القومي الأبيض السابق من الحزب في 29 أغسطس عام 2019، بعد فضح ماضيه. صرَّح متحدث باسم الحزب أن ماضي الأخير لم يظهر أثناء عملية التدقيق منذ أن جاء من الولايات المتحدة. ونفى العضوان الآخران وجود آراء عنصرية، وأخبر الحزب صحيفة لو ديفوار لاحقًا أنه ليس لديهم الموارد الكافية للبحث والتدقيق في بداية تشكيل الحزب.
في نوفمبر عام 2018، قالت وزيرة المؤسسات الديمقراطية كارينا غولد أن بيرنييه سوف يتأهل للمناقشات التي تستضيفها لجنة مناظرات القادة في حال رشَّح الحزب مرشحيه في 90 في المئة من الجولات. نظَّم الحزب مسيرات في فانكوفر وكالغاري وتورنتو وأوتاوا جاتينو ووينيبيغ وساسكاتون ومدينة كيبك. في عام 2019، نظمت مسيرات أخرى في هاميلتون وسانت جون وهاليفاكس. في 21 ديسمبر عام 2018، أنشأ الحزب دوائره الانتخابية الخاصة في جميع الدوائر الانتخابية البالغ عددها 338.

### التسجيل
حصل الحزب على أهليته في 11 نوفمبر عام 2018. تم تسجيله من قبل إليكشنز كندا في 19 يناير عام 2019، بعد ترشيح مرشحين للانتخابات الفرعية في أوتريمونت ويورك-سيمكو اللتان تم استدعاؤهما في 25 فبراير من عام 2019، إلى جانب نانايمو-ليديسميث. في الانتخابات الفرعية في 25 فبراير، حصل الحزب على 10.9 في المئة من الأصوات في برنابي الجنوبية وعلى 1.5 في المئة في كل من يورك-سيمكو وأوترمونت.

## المبادئ والسياسات

### الاقتصاد
تتضمن بنود البرامج البارزة الرئيسية إنهاء رفاهية الشركات، والتخلص التدريجي من إدارة التوريد على مدى عدد من السنوات للسماح للمزارعين بالتكيف من خلال التعويض مع «توفير مليارات الدولارات للكنديين سنويًا» من خلال تخفيض الأسعار. صرح برنييه في مقابلة تلفزيونية مع قناة بي أن أن بلومبرغ بعد إطلاق الحزب أن رفع القيود عن صناعة الاتصالات، وزيادة المنافسة مع شركات الطيران، وتقليل الشرائح الضريبية وإجراء مناقشة حول خصخصة شركة بريد كندا، والتي كانت جميعها مكونات رئيسية لبرنامجه القيادي المحافظ الأصلي لعام 2017، هي جميع المجالات التي يهتم بها.

### البيئة
قال برنامج الحزب «إنها من الحقائق التي لا جدال فيها أن مناخ العالم قد تغير دائمًا وسيستمر في التغير»، ولكنه رفض الإجماع العلمي حول التغير المناخي، والذي يسميه «خطر تغير المناخ». يخطط الحزب للانسحاب من مكافحة ظاهرة الاحتباس الحراري، والانسحاب من اتفاق باريس للمناخ، وإلغاء الدعم للطاقة المتجددة في كندا، وتوسيع صناعات النفط والغاز، وإلغاء «ضريبة الكربون للحكومة الليبرالية»، مع السماح للقطاع الخاص والمقاطعات بمعالجة قضايا المناخ، و«الاستثمار في استراتيجيات الحد من الآثار» إذا كانت الآثار السلبية ناتجة عن تغير المناخ. سيكون التركيز الرئيسي للحزب على «تنفيذ حلول عملية لجعل الهواء والماء والتربة في كندا أنظف».

### الشؤون الخارجية
يقول برنامج الحزب إن السياسات الخارجية يجب أن «تركز على أمن وازدهار الكنديين، وليس على نهج أيديولوجي يضر بمصالحنا». يدعم البرنامج التعددية، وعدم التدخل، والتجارة الحرة والعمل الإنساني. يخطط البرنامج أيضًا لعدم التورط في صراعات خارجية، «ما لم تكن لدينا مصلحة استراتيجية ملحة في المشاركة فيها»، وذلك لتقليل وجود كندا لدى الأمم المتحدة «إلى الحد الأدنى»، والانسحاب من التزامات الأمم المتحدة التي يعتبرها الحزب تهديدًا «لسيادتنا»، وذلك لقبول اتفاقيات التجارة الحرة التي تحمي الاقتصاد الكندي «من تهديد المستثمرين الأجانب الذين يحتمل أن يكونوا معاديين»، والتخلص التدريجي من مساعدات التنمية. عارض الحزب الدعم العسكري الكندي لأوكرانيا خلال الحرب الروسية الأوكرانية، وانتقد توسع الناتو في أوروبا الشرقية.

### الرعاية الصحية
ينص برنامج الحزب على أن «الأمر متروك للمقاطعات لتنفيذ الإصلاحات بما يتماشى مع الأنظمة العالمية المختلطة الأكثر كفاءة، والأقل تكلفة في البلدان المتقدمة الأخرى، وأن إلقاء المزيد من الأموال الفيدرالية على المشكلة ليس هو النهج الصحيح». إنهم يخططون إلى استبدال برنامج المدفوعات التحويلية في كندا للرعاية الصحية بطريقة أخرى تتمثل في «تحويل نقاط ضريبية ذات قيمة معادلة للمقاطعات والأقاليم»؛ وذلك بالتخلي عن عائدات ضريبة السلع والخدمات التي جمعتها الحكومة الفيدرالية أثناء إنشاء برنامج مؤقت «لتعويض المقاطعات الأفقر» المحرومة من الاستبدال. يزعم الحزب أن هذا من شأنه أن يهيئ الظروف للحكومات المحلية والإقليمية للابتكار، مع الحفاظ على قانون الصحة الكندي. أظهر الحزب ترددًا بشأن اللقاح، وعارض كل من برنييه ولجنة حماية المدنيين تفويضات التطعيم، ودعموا رفع القيود الوبائية.

### الهجرة
يخطط الحزب لإصلاح سياسة الهجرة، مثل الحد من الهجرة إلى ما لا يزيد عن 150 ألف شخص سنويًا، عن طريق إزالة فئة الآباء والأجداد من برنامج لم شمل الأسرة، والتركيز على الهجرة الاقتصادية من خلال إصلاح نظام نقاط الهجرة، مما يجعل العمال الأجانب المؤقتين غير قادرين على المنافسة مع «العمال الكنديين»، وحظر سياحة الولادة. يخطط الحزب إلى أن يخضع جميع المهاجرين لمقابلات شخصية مع مسؤولي الهجرة لتحديد ما إذا كانت قيمهم وأفكارهم تتفق مع «المعايير المجتمعية» الكندية. أُعلِنت الحدود بأكملها ميناء دخول لتسهيل الترحيل، إذ يمكن رفض الوافدين الجدد في موانئ الدخول، وبُني جدارًا فاصلًا عند المنافذ الشعبية لدخول المهاجرين، واعتُمِد على الكفالة الخاصة بدلًا من الدعم الحكومي لتمويل اللاجئين الجدد، ومُنِحت الأولوية لمن «ينتمون إلى الجماعات المضطهدة الممنوعة من دخول الدول المجاورة» والأقليات الجنسية.

### التعددية الثقافية
يدعو برنامج الحزب إلى الاندماج الثقافي للمهاجرين، وأشار إلى أن هذا الاندماج «يثري» المجتمع الكندي. انتقد الحزب الحكومة بشكل خاص مدعيًا بأنها «اتبعت سياسة التعددية الثقافية الرسمية، التي تشجع المهاجرين على الحفاظ على القيم والثقافة التي تركوها وراءهم، وذلك بدلًا من الاندماج في المجتمع الكندي واعتماد القيم والثقافة الكندية». تتضمن بعض الأمثلة التي ذُكِرت على أنها «قيم مميزة للحضارة الغربية المعاصرة»: «المساواة بين الرجل والمرأة»، و«الفصل بين الدين والدولة»، و«التسامح والتعددية». صنف الحزب تعليقات رئيس الوزراء جاستن ترودو التي أشارت إلى كندا على أنها «أول دولة غير قومية، وبدون هوية جوهرية» على أنها «عبادة للتنوع». يعارض الحزب قانون التعددية الثقافية الكندي، مشيرًا إلى أن الحكومة الكندية لا ينبغي أن تساعد المهاجرين في الحفاظ على تراثهم الثقافي. يعتزم الحزب «إلغاء قانون التعددية الثقافية، وإلغاء كل التمويل لتعزيزها».

### قدامى المحاربين
يقول برنامج الحزب، فيما يتعلق بموضوع المحاربين القدامى، إن «هناك واجب على الحكومة الكندية متمثل باحترام التزام الأمة المقدس تجاه رجالنا ونسائنا العسكريين، والتأكد من أن قدامى المحاربين لدينا يتلقون الدعم الذي يستحقونه». يخطط الحزب أيضًا إلى «تكريس التزامات البلاد تجاه قدامى المحاربين في ميثاق عسكري»، وإعادة وضع معاشات العجز العسكري العادلة، وإعادة التأكيد على الضمان التشريعي لمعيار «فائدة الشك» في قانون المعاشات التقاعدية، ومراجعة ميثاق المحاربين القدامى الجديد لتحديد السياسات والبرامج التي يجب الاحتفاظ بها، وتبسيط النظام، وتسهيل التنقل فيه.